# Maren Lundby

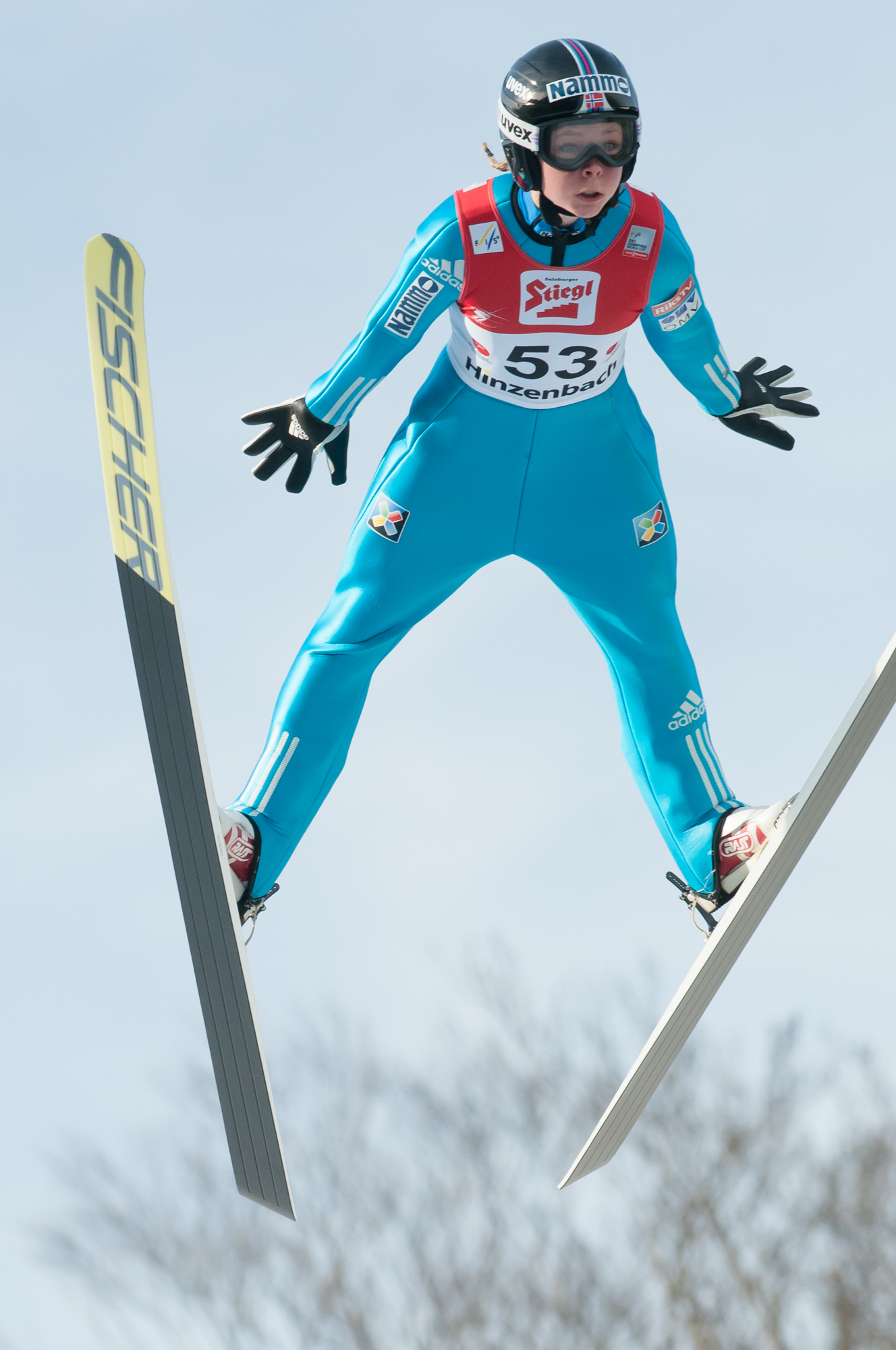
Lundby 2016

Maren Olstad Lundby (* 7. September 1994 in Gjøvik) ist eine ehemalige norwegische Skispringerin. Sie gewann die Goldmedaille im Einzelwettbewerb auf der Normalschanze bei den Olympischen Winterspielen 2018 in Pyeongchang, bei den Skiweltmeisterschaften 2019 in Seefeld in Tirol sowie auf der Großschanze bei den Skiweltmeisterschaften 2021 in Oberstdorf. Zudem gewann sie dreimal in Folge den Skisprung-Gesamtweltcup, in den Saisons 2017/18, 2018/19 und 2019/20.
Am 18. März 2023 hielt sie für wenige Minuten den Skiflugweltrekord der Frauen mit 212,5 Metern, der kurz darauf von Alexandria Loutitt überboten wurde. Damit war Lundby die erste Frau mit einem Flug über 210 Meter.

## Werdegang
Lundby war ab dem 12. August 2007 im Continental Cup zu sehen. Bei den Juniorenweltmeisterschaften 2008 in Zakopane belegte sie den 30. Platz und 2009 in Štrbské Pleso den 34. Platz. In Notodden 2009 holte sie mit Platz 20 ihr bis dahin bestes Einzelergebnis im Continental Cup. Bei den ersten Nordischen Skiweltmeisterschaften 2009 für Frauen in Liberec, wo Lundby als Eröffnungsspringerin antrat, belegte sie den 22. Platz. Bei ihren dritten Juniorenweltmeisterschaften 2010 in Hinterzarten wurde sie disqualifiziert und ein Jahr später wurde sie in Otepää 26. im Einzel. Bei ihren zweiten Nordischen Skiweltmeisterschaften 2011 in Oslo sprang die im Einzel auf den elften Platz. Am 3. Dezember 2011 gab sie ihr Debüt im Weltcup in Lillehammer und belegte den 17. Platz. In Hinzenbach sprang auf sie mit Platz 13 ihr bestes Einzelergebnis der Saison 2011/12 im Weltcup. Im Gesamtweltcup belegte sie den 26. Platz. Bei den Juniorenweltmeisterschaften 2012 in Erzurum belegte sie im Einzel Platz neun und im Team Platz sechs. Am 23. November 2012 gewann sie beim Weltcup in Lillehammer mit der norwegischen Mannschaft den Mixed-Teamwettbewerb.
Nach sechs Teilnahmen bei Juniorenweltmeisterschaften gewann Lundby 2014 in Val di Fiemme Bronze. Bei der Olympiapremiere des Damenskispringens in Sotschi belegte sie Rang acht und wurde damit beste Norwegerin. Am 1. März 2014 erreichte Lundby beim Springen in Râșnov mit dem zweiten Platz ihr erstes Einzel-Weltcuppodium.
Bei den Nordischen Skiweltmeisterschaften 2015 in Falun errang sie im Mixed-Teamspringen die Silbermedaille. Bei den nach der Saison stattfindenden Norwegischen Meisterschaften gewann sie in Notodden die Goldmedaille und damit ihren dritten Titel nach 2011 und 2014.
Beim Auftaktspringen zur Saison 2015/16 belegte sie am Lysgårdsbakken in Lillehammer den dritten Platz. Im Laufe der Saison folgten ein weiterer dritter Platz in Oberstdorf, ein zweiter Platz auf dem Holmenkollbakken in Oslo und ein dritter Platz in Hinzenbach. In der Saison 2016/17 feierte Lundby in Nischni Tagil, Sapporo, Râșnov und Ljubno die ersten Weltcupsiege. Am Ende der Saison belegte sie hinter Sara Takanashi und Yūki Itō den dritten Platz im Gesamtweltcup.
Aus den vor der Saison 2017/18 stattfindenden norwegischen nationalen Meisterschaft ging Lundby als klare Siegerin hervor und in der Saison gelang ihr großer Durchbruch in die Weltelite. Am 1. Dezember 2017 gewann sie in Lillehammer den ersten Weltcup der Saison vor den beiden deutschen Katharina Althaus und Carina Vogt. Vor den Olympischen Winterspielen 2018 gewann sie noch weitere sechs Springen und reiste als klare Favouritin nach Pyeongchang. Am 12. Februar 2018 wurde sie ihrer Favoritenrolle gerecht und gewann mit 12,0 Punkten Vorsprung die Goldmedaille im Skispringen. Damit wurde sie die Nachfolgerin von Carina Vogt. Mit dem Sieg in Râșnov am 4. März 2018 sicherte sich Maren Lundby vorzeitig den Gesamtweltcup in der Saison 2017/18. Am 11. März 2018 konnte sie in Oslo auf den Holmenkollbakken erstmals ein Springen von der Großschanze und ihren neunten Weltcupsieg in der Saison gewinnen.
Zu Beginn der Saison 2018/19 gelangen ihr bereits einige Podestplätze und am 13. Januar in Sapporo schließlich ihr erster Weltcupsieg der Saison. Nach einem vierten Platz im darauffolgenden Springen in Yamagata am 18. Januar gelang ihr dort zwei Tage später ihr zweiter Saisonsieg. Dieser Erfolg war der Auftakt für eine Serie von sechs Siegen in Folge in Râșnov (zwei Springen), Hinzenbach (zwei Springen) und Ljubno. Erst Sara Takanashi gelang es am 10. Februar mit einem hervorragenden Sprung im ersten Durchgang des zweiten Springens in Ljubno den Grundstein für den Tagessieg zu legen und damit Maren Lundbys Siegesserie zu beenden. Doch bereits die beiden darauffolgenden Springen auf der Großschanze in Oberstdorf am 16. und 17. Februar gewann erneut Maren Lundby.
Bei den Nordischen Skiweltmeisterschaften 2019 in Seefeld gewann Lundby den Einzelwettbewerb und gemeinsam mit Anna Odine Strøm, Ingebjørg Saglien Bråten und Silje Opseth im erstmals bei einer Weltmeisterschaft ausgetragenen Teamspringen sowie im abschließenden Mixed-Mannschaftswettbewerb gemeinsam mit Anna Odine Strøm, Robert Johansson und Andreas Stjernen jeweils die Bronzemedaille.
In einem engen Rennen um den Gesamtweltcup 2019/20 konnte sich Lundby gegen Chiara Hölzl durchsetzen und somit zum dritten Mal in Folge Gesamtsiegerin werden. Dieses Kunststück gelang bisher lediglich Adam Małysz bei den Männern.
Am 5. Februar 2021 verpasste Lundby zum ersten Mal nach sieben Jahren ein Weltcupspringen, da ihre Skier zu spät in Hinzenbach ankamen.
Bei den Nordischen Skiweltmeisterschaften 2021 in Oberstdorf gewann sie den erstmals ausgetragenen Wettbewerb von der Großschanze. Von der Normalschanze gewann sie ebenso wie mit der Mixed-Staffel mit Silje Opseth, Robert Johansson und Halvor Egner Granerud Silber während sie im Mannschaftswettbewerb mit Silje Opseth, Anna Odine Strøm und Thea Minyan Bjørseth Dritte wurde. Lundby ist damit die erste Frau, die vier Medaillen bei einer WM gewann.
Noch vor Beginn des Winters 2021/22 gab Lundby bekannt, in der folgenden Saison an keinen Wettbewerben teilnehmen zu wollen. In Silje Regine Bråthens Buch Et møte med Maren gab sie Gewichtsprobleme und radikale Diätmethoden als Grund an (Relatives Energiedefizit im Sport). Zur Saison 2022/23 kehrte sie in den Weltcup zurück.
Nachdem Lundby zum Anfang der Saison 2023/24 nicht gestartet war, gab sie am 18. Dezember 2023 ihr Karriereende bekannt.
Lundby ist nach Sara Takanashi die erfolgreichste Frau in der Geschichte des Skisprung-Weltcups und geschlechterübergreifend auch die erfolgreichste Person aus Norwegen. Als einzige Frau hat sie bisher zweimal die Raw Air gewonnen (Stand: März 2025).
Lundby trat nach ihrer Skisprunglaufbahn als Fußballspielerin für den Verein Kolbu KK in Kolbu, einem Ortsteil von Østre Toten, in Erscheinung.

## Ehrungen
Am 14. März 2021 wurde Lundby mit der Holmenkollen-Medaille ausgezeichnet.
Im Jahr 2022 erhielten sie und Anette Sagen den Gina-Korg-Preis.
Im Jahr 2023 wurde in Modum ein Weg nach Lundby benannt.

## Sonstiges
Lundby trat im Vorfeld der Nordischen Ski-WM 2019 in dem Musikvideo The Ski Jumping Queen auf.
Neben ihren Leistungen als Spitzensportlerin gilt Lundby als Sprachrohr für die Weiterentwicklung des Damen-Skispringens. So spricht sie sich unter anderem für einen Großschanzen-Wettkampf bei Olympia, eine Vierschanzentournee für Frauen sowie für Skiflug-Wettbewerbe aus. Auch in der Saison 2020/21 äußerte Lundby Kritik am internationalen Skiverband, da für die aufgrund der COVID-19-Pandemie abgesagten Wettbewerbe im Gegensatz zu den Männern keine Ersatzwettbewerbe organisiert werden konnten. Dies hatte zur Folge, dass die Skispringerinnen erst am dritten Dezemberwochenende in die Saison starten konnten und im Anschluss an das Auftaktspringen etwas mehr als fünf Wochen pausieren mussten. Diese langen Phasen ohne Wettkämpfe würden sich zudem auf Lundbys Trainingsmotivation auswirken. Ihrem Wunsch nach Gleichberechtigung schlossen sich neben mehreren Skispringerinnen unter anderem auch der damalige Gesamtweltcupführende Halvor Egner Granerud sowie Taylor Fletcher an. Lundby begründete ihr Engagement mit folgenden Worten:

„Es geht allein darum, dass wir dieselben Möglichkeiten wie die Männer bekommen.“

Im Herbst 2021 nahm sie an „Skal vi danse“, dem norwegischen Ableger der Tanzshow Strictly Come Dancing, teil.
Im Vorfeld der Saison 2022/23 kritisierte Lundby Gregor Schlierenzauer, da sich dieser zum damaligen Zeitpunkt gegen Skiflugwettbewerbe der Frauen ausgesprochen hatte.
Im Frühjahr 2023 kritisierten sowohl Lundby als auch Clas Brede Bråthen den Norwegischen Sportbund dafür, dass er einem Projekt die Förderung verweigerte, mit dem Skisprunganzüge an den weiblichen Körper angepasst werden sollten. Damit verbunden war auch das Ziel, den Druck zu einem niedrigen Körpergewicht zu minimieren.
Lundby wurde nach ihrer aktiven Laufbahn TV-Expertin beim norwegischen Rundfunk NRK.
Im Jahr 2025 äußerte sich Lundby erneut kritisch über den im Skispringen herrschenden Druck zu einem niedrigen Körpergewicht und das dafür geltende Reglement. Zuspruch herhielt sie von der ehemaligen Springerin Lindsey Van.

## Erfolge

### Weltcupsiege im Einzel
| Nr. | Datum             | Ort           | Typ           |
| --- | ----------------- | ------------- | ------------- |
| 01. | 10. Dezember 2016 | Nischni Tagil | Normalschanze |
| 02. | 15. Januar 2017   | Sapporo       | Normalschanze |
| 03. | 28. Januar 2017   | Râșnov        | Normalschanze |
| 04. | 11. Februar 2017  | Ljubno        | Normalschanze |
| 05. | 1. Dezember 2017  | Lillehammer   | Normalschanze |
| 06. | 17. Dezember 2017 | Hinterzarten  | Normalschanze |
| 07. | 13. Januar 2018   | Sapporo       | Normalschanze |
| 08. | 14. Januar 2018   | Sapporo       | Normalschanze |
| 09. | 19. Januar 2018   | Yamagata      | Normalschanze |
| 10. | 21. Januar 2018   | Yamagata      | Normalschanze |
| 11. | 27. Januar 2018   | Ljubno        | Normalschanze |
| 12. | 4. März 2018      | Râșnov        | Normalschanze |
| 13. | 11. März 2018     | Oslo          | Großschanze   |
| 14. | 13. Januar 2019   | Sapporo       | Großschanze   |
| 15. | 20. Januar 2019   | Yamagata      | Normalschanze |
| 16. | 26. Januar 2019   | Râșnov        | Normalschanze |
| 17. | 27. Januar 2019   | Râșnov        | Normalschanze |
| 18. | 2. Februar 2019   | Hinzenbach    | Normalschanze |
| 19. | 3. Februar 2019   | Hinzenbach    | Normalschanze |
| 20. | 8. Februar 2019   | Ljubno        | Normalschanze |
| 21. | 16. Februar 2019  | Oberstdorf    | Großschanze   |
| 22. | 17. Februar 2019  | Oberstdorf    | Großschanze   |
| 23. | 12. März 2019     | Lillehammer   | Großschanze   |
| 24. | 14. März 2019     | Trondheim     | Großschanze   |
| 25. | 24. März 2019     | Tschaikowski  | Großschanze   |
| 26. | 7. Dezember 2019  | Lillehammer   | Großschanze   |
| 27. | 8. Dezember 2019  | Lillehammer   | Großschanze   |
| 28. | 26. Januar 2020   | Râșnov        | Normalschanze |
| 29. | 23. Februar 2020  | Ljubno        | Normalschanze |
| 30. | 10. März 2020     | Lillehammer   | Großschanze   |

### Weltcupsiege im Team
| Nr. | Datum             | Ort         | Typ                 |
| --- | ----------------- | ----------- | ------------------- |
| 01. | 23. November 2012 | Lillehammer | Normalschanze Mixed |
| 02. | 20. Februar 2021  | Râșnov      | Normalschanze Mixed |

### Continental-Cup-Siege im Einzel
| Nr. | Datum              | Ort  | Typ           |
| --- | ------------------ | ---- | ------------- |
| 01. | 19. September 2015 | Oslo | Normalschanze |

### Nationale Meisterschaften
| Norwegische Nordische Skimeisterschaften | Norwegische Nordische Skimeisterschaften | Norwegische Nordische Skimeisterschaften |
| ---------------------------------------- | ---------------------------------------- | ---------------------------------------- |
| Bronze                                   | 2009 Vikersund                           | Bronze im Einzel Normalschanze           |
| Bronze                                   | 2009 Raufoss                             | Bronze im Einzel Normalschanze           |
| Gold                                     | 2011 Sprova                              | Gold im Einzel Normalschanze             |
| Bronze                                   | 2011 Vikersund                           | Bronze im Einzel Großschanze             |
| Gold                                     | 2014 Trysil                              | Gold im Einzel Normalschanze             |
| Gold                                     | 2015 Notodden                            | Gold im Einzel Normalschanze             |

## Statistik

### Weltcup-Platzierungen
| Saison  | Platz | Punkte |
| ------- | ----- | ------ |
| 2011/12 | 26.   | 0103   |
| 2012/13 | 23.   | 0133   |
| 2013/14 | 07.   | 0487   |
| 2014/15 | 14.   | 0289   |
| 2015/16 | 06.   | 0586   |
| 2016/17 | 03.   | 1109   |
| 2017/18 | 01.   | 1340   |
| 2018/19 | 01.   | 1909   |
| 2019/20 | 01.   | 1220   |
| 2020/21 | 08.   | 0338   |
| 2022/23 | 20.   | 0264   |

### Grand-Prix-Platzierungen
| Saison | Platz | Punkte |
| ------ | ----- | ------ |
| 2014   | 13.   | 037    |
| 2015   | 04.   | 192    |
| 2016   | 10.   | 080    |
| 2017   | 03.   | 276    |
| 2018   | 03.   | 260    |
| 2019   | 05.   | 125    |

### Weitere Platzierungen
| Saison  | Continental Cup | FIS-Ladies-Grand-Prix |
| ------- | --------------- | --------------------- |
| 2008/09 | 68.             | –                     |
| 2009/10 | 51.             | 37.                   |
| 2010/11 | 38.             | 25.                   |
| 2011/12 | 32.             | –                     |
| 2012/13 | –               | –                     |
| 2013/14 | 04.             | –                     |
| 2014/15 | 06.             | –                     |
| 2015/16 | 03.             | –                     |
| 2016/17 | –               | –                     |
| 2017/18 | –               | –                     |
| 2018/19 | –               | –                     |
| 2019/20 | –               | –                     |
| 2020/21 | –               | –                     |
| 2021/22 | –               | –                     |
| 2022/23 | –               | –                     |

### Schanzenrekorde
| Schanze (Hillsize)          | Ort       | Land      | Weite   | aufgestellt am | Rekord bis    |
| --------------------------- | --------- | --------- | ------- | -------------- | ------------- |
| Bloudkova velikanka (HS138) | Planica   | Slowenien | 139,5 m | 1. März 2023   | aktuell       |
| Vikersundbakken (HS240)     | Vikersund | Norwegen  | 212,5 m | 18. März 2023  | 18. März 2023 |